# كارل فريدريش كوستنر
كارل فريدريش كوستنر (بالألمانية: Karl Friedrich Küstner)‏ (و. 1856 – 1936 م) هو عالم فلك من ألمانيا . ولد في غرليتز . وكان عضواً في الأكاديمية البروسية للعلوم .
توفي عن عمر يناهز 80 عاماً.

## جوائز
حصل على جوائز منها:
- الميدالية الذهبية للجمعية الفلكية الملكية (1910).